# Chaetostomella vibrissata
Chaetostomella vibrissata är en tvåvingeart som först beskrevs av Daniel William Coquillett 1898.  Chaetostomella vibrissata ingår i släktet Chaetostomella och familjen borrflugor. Inga underarter finns listade i Catalogue of Life.